# Wandersong
Wandersong é um jogo eletrônico de aventura e puzzle desenvolvido pelo desenvolvedor indie americano-canadense Greg Lobanov. Foi lançado para macOS, Microsoft Windows e Nintendo Switch em setembro de 2018, Playstation 4 em janeiro de 2019, e Xbox One em dezembro de 2019.

## Jogabilidade
Wandersong é um jogo de puzzle e aventura side-scrolling que usa música como uma mecânica para resolução dos quebra-cabeças. O personagem do jogador pode cantar para causar eventos no ambiente ao seu redor, utilizando uma "roda da canção" colorida com oito direções, cada uma representando notas musicais abrangendo uma oitava, a qual é controlada pelo mouse em um computador, ou pela thumbstick direita em um controle. Certos desafios no jogo envolvem em combinar notas e melodias com a música de um outro personagem, semelhante a jogos de ritmo. Funções que permitem ao jogador executar danças também existem, mas não servem a um propósito da jogabilidade.

## Enredo
Wandersong é ambientado em um universo criado por uma deusa chamada Eya, que "cantou o universo para a existência". A cada época, Eya canta uma nova canção que destrói o universo e cria um novo.
O personagem do jogador, chamado apenas de "O Bardo", recebe uma mensagem da deusa Eya através de um sonho, dizendo que o universo está acabando. O Bardo descobre que pode evitar a destruição do universo se aprender a Earthsong, uma lendária canção cujo conhecimento foi divido e é guardado por vários Overseers. O Bardo então, corre o mundo com a ajuda da bruxa Miriam, tentando reunir todos as partes da Earthsong e assim evitar a iminente catástrofe.[carece de fontes?]

## Lançamento
O jogo foi lançado em 27 de setembro de 2018 para macOS e Microsoft Windows através da Humble Bundle Store e Steam, e para Switch através da Nintendo eShop. Em 22 de janeiro de 2019, foi lançado para o Playstation 4 pela Playstation Store.  O jogo foi lançado para PC na Microsoft Store em 9 de junho de 2019 e para Xbox One em 6 de dezembro de 2019, sendo incluído já no lançamento no serviço Xbox Game Pass para ambas as plataformas.